# Hérisson (Belgique)
Hérisson est un hameau de la commune belge de Vresse-sur-Semois située en Région wallonne dans la province de Namur. Il fait partie de la section d’Orchimont.
Situé en bordure immédiate de la frontière française, le hameau possède sa rue des contrebandiers (en direction de la frontière) et, situé sur les hauteurs de la rivière Semois — là où elle fait plusieurs boucles spectaculaires — il possède son « col de Hérisson » qui s’élève à 350 mètres.